# Irene Fernandez

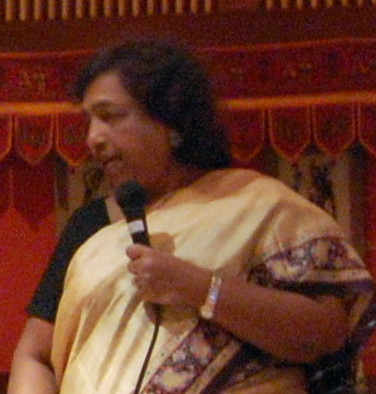
Irene Fernandez

Irene Fernandez (* 18. April 1946 in Malaysia; † 31. März 2014 in Serdang, Malaysia) war Mitbegründerin und Direktorin der regierungsunabhängigen Organisation Tenaganita in Malaysia. Diese Organisation setzt sich für die Rechte von Gastarbeiterinnen ein. Irene Fernandez, die auch die Menschenrechtsgruppe SUARAM („Stimme des malaysischen Volkes“) und das Asiatische Forum zu Frauen, Recht und Entwicklung mitbegründet hat, war bis zu ihrem Tod Vize-Vorsitzende des Frauenflügels der Oppositionspartei „Parti Keadilan Rakyat“ (Volksgerechtigkeitspartei).

## Preise und Ehrungen
- 2005: Right Livelihood Award für ihren Einsatz gegen Gewalt gegen Frauen und der Ausnutzung von Wanderarbeiterinnen in Malaysia